# Casa de la Química
La Casa de la Química está situada en la Plaza de la Reina Victoria Eugenia, al este de la colosal fortaleza del Alcázar de Segovia. Obra de Sabatini y el más notable ejemplo del neoclásico en Segovia, es un edificio que, a su singularidad arquitectónica, viene a sumar un excepcional valor histórico en su condición de centro cultural y científico en una etapa trascendental de la historia de España.
Fue construida entre 1787 y 1790 como laboratorio del Real Colegio de Artillería y su creación se engloba dentro de los cambios llevados a cabo por los Borbones en la España del siglo XVIII.
Joseph Louis Proust, destacado químico francés, ejerció durante 13 años la dirección del laboratorio y la docencia en química y metalurgia. Sus investigaciones, realizadas durante su periodo en Segovia, tuvieron una importancia capital, formulando conceptos fundamentales como la Ley de las Proporciones Definidas. Además, Proust marcó un hito histórico al llevar a cabo el primer vuelo con objetivos militares en la historia.

## Laboratorio del Real Colegio de Artillería
En el año 1784 se iniciaban en Segovia las gestiones para crear una Cátedra de Química destinada a la enseñanza de los cadetes en el Colegio de Artillería. El promotor era el Conde de Lacy, quién solicitó al Gobierno la fundación de dicha cátedra.
Se proyectó el edificio en el solar que anteriormente estuvo ocupado por las casas viejas del obispo, dependencias diversas de la catedral y el claustro gótico de la antigua catedral románica que, tras la guerra de las Comunidades, había sido trasladado a su actual emplazamiento junto a la nueva catedral, a partir de 1524, por el maestro Juan Campero. 
La determinación de edificar el laboratorio en la plazuela del Alcázar vino condicionada por su proximidad al Colegio de Artillería y por ser un terreno que carecía de edificios contiguos que incomodasen su establecimiento.
Los planos del laboratorio y del aula de enseñanza, así como el presupuesto de la obra (283.000 reales) se presentaron a la aprobación del Gobierno dos meses después. El proyecto fue aceptado a primeros de junio y ese mismo mes el Ayuntamiento de Segovia cedió los terrenos para la construcción del laboratorio. Carecemos de noticias precisas de cuando dieron comienzo las obras, seguramente antes del fallecimiento de Carlos III, bien que cuando el rey Carlos IV visitó el edificio, el 10 de septiembre de 1790, aún no se habían finalizado. 

## La labor de Proust
Paralelamente a la ejecución de las obras y acondicionamiento del edificio, se desarrollaron las gestiones para buscar al profesor cualificado que se hiciera cargo de la enseñanza de la Química. 
Ya con anterioridad, en 1784, el gobierno español, a través de un acuerdo entre el rey Carlos III y el francés Luis XVI, y oída la recomendación de Lavoisier, había logrado la contratación de Proust para, inicialmente, enseñar Química en Madrid.
Proust firmó el contrato el 7 de enero de 1785, comprometiéndose a enseñar química en Segovia durante el resto de su vida, bajo las órdenes del Gobierno.
A mediados de febrero de 1786 ya se encontraba en Segovia elaborando junto a Lacy los planes para la construcción del laboratorio.
El 1 de febrero de 1792 pudo dar comienzo a su enseñanza, pronunciando el discurso inaugural e impartiendo la primera lección, que versó sobre el análisis del aire atmosférico. A ellas acudían más de doscientas personas, entre ellas el obispo, el intendente, el corregidor y otras personas importantes de la ciudad.
El Real Laboratorio de Segovia se constituyó desde un principio como escuela pública de química a la que podían asistir tanto los cadetes del Colegio de Artillería como el público en general. Así por ejemplo fue alumno suyo el boticario José Sánchez Muñoz, que terminaría siendo su ayudante. El curso duraba tres meses, de febrero a abril, con clases de una a dos horas tres días a la semana.
Según Oliver Copons, las clases del maestro duraron hasta 1799, año en que, por desavenencias con la dirección del Colegio a causa de la deficiente calidad del material de vidrio y su alto precio, abandonó la cátedra y se trasladó a Madrid, donde se refundieron todos los laboratorios militares.

### Enunciación de la “Ley de las Proporciones Definidas”
El laboratorio del Real Colegio se construyó siguiendo el modelo de la "École de minéralogie et de métallurgie docimastique"  de París y había sido dotado con los mejores medios de la época y, en él, Proust realizó numerosas experiencias sobre composición de sustancias que le llevaron a enunciar la “Ley de las Proporciones Definidas”, uno de los principios químicos básicos y que establece que las sustancias se combinan en proporciones constantes y concretas. 

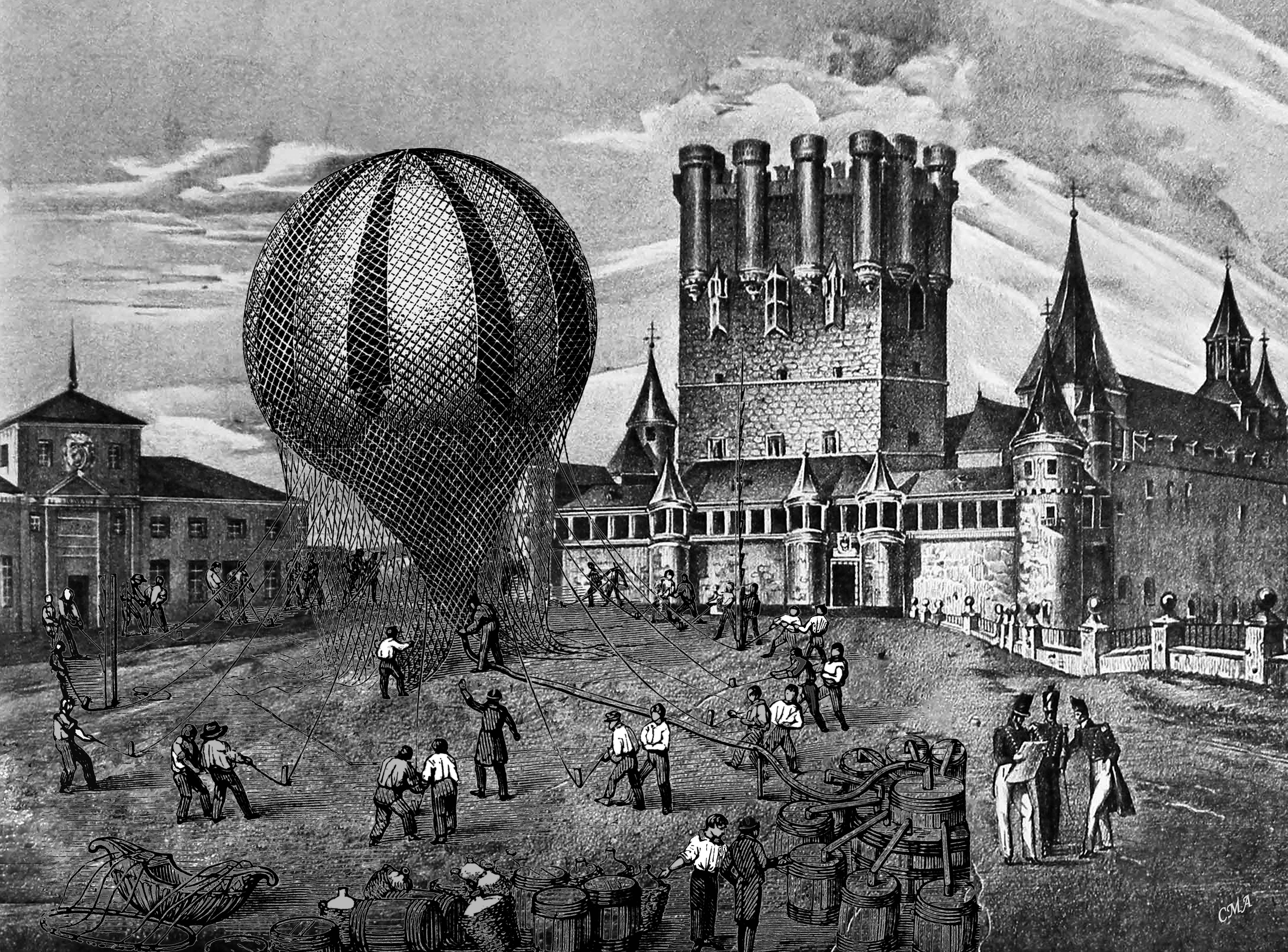
En noviembre de 1792 culminaba con éxito una serie de pruebas en el Alcázar, del vuelo de un globo aerostático con la finalidad de obtener información relativa a las defensas de una plaza o al dispositivo de ataque a una plaza sitiada.

La enunciación de la ley, realizada de formas diversas entre 1795 y 1799, le condujo a una disputa pública con otro químico francés, Claude Louis Berthollet, quien defendía la variabilidad en la composición de los compuestos en función de su método de síntesis. 
En 1811 Proust logró que el prestigioso químico sueco Jöns Jacob Berzelius reconociese su enunciado, que sentó las bases para el establecimiento de la teoría atómica de Dalton.

### Primer vuelo con fines militares de la historia
En noviembre de 1792 culminaba con éxito una serie de pruebas, realizadas previamente en Segovia, con una demostración ante el rey Carlos IV de España del vuelo de un globo aerostático con la finalidad de obtener información relativa a las defensas de una plaza o al dispositivo de ataque a una plaza sitiada. Se considera el primer vuelo con fines militares de la historia.

## El uso del edificio hasta nuestros días
Cuando la Casa de la Química dejó de ser Laboratorio en 1799 pasa a ser ocupado por la Sociedad Económica Segoviana de Amigos del País. Fundada en 1780, a la sazón estaba compuesta por profesionales liberales, militares miembros de la Administración, eclesiásticos, nobles, fabricantes (mayormente de textiles), comerciantes e incluso agricultores.

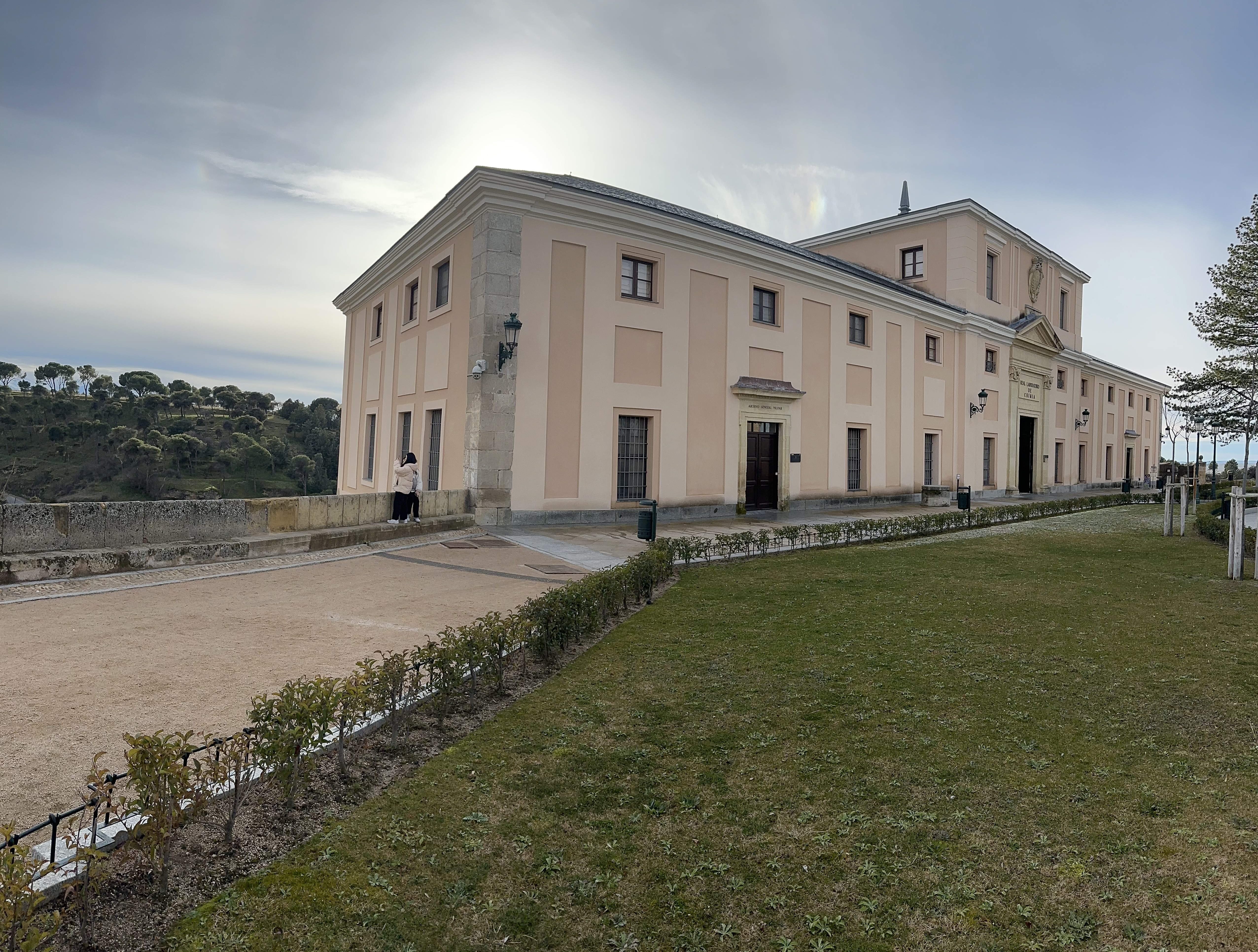
La Casa de la Química es un edificio que, a su singularidad arquitectónica, viene a sumar un excepcional valor histórico en su condición de centro cultural y científico en una etapa trascendental de la historia de España.

Será almacén de víveres de los franceses invasores que ocuparon el Alcázar; vuelve a ser Laboratorio del Colegio de Artillería en 1821; se le anexiona el picadero (uno en 1807 y otro hacia 1856) y fue Gabinete de Ciencias Naturales por mandato de Martín García y Loygorri.
Tras el incendio del Alcázar, se cedió al Ministerio de Hacienda junto con el Alcázar, pero no volvió a manos del Real Colegio cuando aquél lo hizo. 
En 1877 el Ministerio de Hacienda se lo arrendó al de la Gobernación para que lo usara la fuerza de la Guardia civil como casa-cuartel, y no deja de serlo hasta 1958. El 10 de noviembre de 1959 el comandante del puesto de la Guardia Civil abandonaba el edificio, haciendo entrega de las llaves de este al Patronato del Alcázar, que se hizo cargo de este. Comenzaba entonces una nueva etapa en la historia de la Casa de la Química.
Actualmente en la "Casa de la Química" se ubican las taquillas, el punto de información turística, la cafetería y diversas oficinas administrativas del Alcázar de Segovia. También el Archivo General Militar, dispone de oficinas en dicho edificio. 
En los jardines de Carlos III, en la parte posterior de la “Casa de la Química”, se puede disfrutar de una excepcional vista de la ciudad, con la catedral en lo alto y abajo el valle del arroyo Clamores. 
Pero, aunque cada nuevo uso se ha impuesto sobre los anteriores, una observación minuciosa permite descubrir aun vestigios de lo que hubo antes. Y no hay que olvidar, por último, las restauraciones efectuadas en 1992 y más recientemente en el año 2020, que han permitido a la ciudad de Segovia conservar una de esas edificaciones que dan carácter a un espacio urbano.